# Saison 4 de Miraculous : Les Aventures de Ladybug et Chat Noir
Chronologie
Saison 3 Saison 5
La quatrième saison de Miraculous : Les Aventures de Ladybug et Chat Noir, série télévisée d'animation franco-coréo-japonaise, est diffusée pour la première fois en France sur TF1 du 11 avril 2021 au 13 mars 2022.

## Synopsis
Non seulement Marinette (Ladybug) est la super-héroïne qui protège Paris de l'attaque des méchants, mais elle est aussi maintenant la Gardienne des Miraculous. Cela signifie qu'elle doit non seulement garder son identité cachée, mais aussi l'existence de ces créatures turbulentes et magiques, les Kwamis ! Marinette a beaucoup de pression, sans parler de son école et de sa vie amoureuse ! Maintenant, elle a moins de temps et d'occasions de dire à Adrien ses sentiments...
Marinette doit maintenant redoubler d'efforts pour protéger ses secrets et Ladybug devra devenir plus forte pour affronter un adversaire indomptable : Papillombre, qui peut désormais fusionner le Miraculous du Papillon et le Miraculous du Paon ! Heureusement, Ladybug peut compter sur Chat Noir et ses nouveaux alliés super-héros !

## Résumé de la saison
À la suite des événements de Miracle Queen, Papillon à réussi à réparer le miraculous du Paon grâce à la tablette de Maître Fu, volée au préalable. Il combine ainsi son pouvoir a son Miraculous pour devenir Papillombre, et ainsi concevoir des sentimonstres pour le compte de ses super-vilains akumatisés. S'il n'utilise pas cette faculté de manière systématique, il se monte ainsi plus enclin à faire appel aux sentimonstres. Durant ces nombreuses attaques à l'encontre de Paris, il apprend également à developper ses pouvoirs de sorte â créer des Megakumas, des versions amélioréee d'akumas standarts, qui peuvent contrer l'effet des Magical Charms (champ de force résistible aux akumas).
Pour Marinette et Adrien,  beaucoup de choses ont changé. Les deux sont devenus distants depuis qu'ils ont entamé une nouvelle relation avec Luka et Kagami, sans compter que leurs alters ego, Ladybug et Chat Noir ont perdu leur complicité en raison des nouvelles fonctions de gardienne des Miraculous de la première. Les attaques de Papillombre étant trop nombreuses, tous deux se retrouvent un mentir fréquemment pour garder leur identité secrète. Cet état de fait provoque leurs ruptures.
L'enchaînement d'événements induit par cette rupture amène finalement Marinette à confier son identité secrète à Alya, désormais dans la confidence. Celle-ci se montre une alliée assez utile, et lui permet notamment d'opérer à la création des Magical Charms, des espèces de colliers magiques dont les effets repoussent les akumas de ses victimes. 
Après un certain temps, Ladybug lui confie finalement le Miraculous du Renard de façon permanente.  Cette confiance indéfectible attise toutefois la jalousie de Chat Noir et la curiosité de Papillombre. Pour se protéger, elle et ses proches,  Rena Rouge est consignée à agir en secret telle une espionne, d'où sa nouvelle appellation de "Rena Furtive."
Tout au long de la saison,  l'équipe de super-héros s'agrandit tout d'abord par l'intégration de Vesperia, la remplaçante de Queen Bee qui n'est autre que la demi-sœur de Chloé, Zoé Lee, récemment arrivée à Paris. Puis  Polymouse , porteuse du miraculous de la souris(Mylène),Pigella, porteuse du miraculous du cochon (Rose)  et Tigresse Pourpre, porteuse du miraculous du tigre (Juleka). Toute l'équipe est enfin réunie au 24e épisode avec l'intégration de Coq Courage (Marc), Minotaurox (Yvan),Traquemoiselle( Sabrina) et Caprikid (Nathaniel), même si Bunnix manque toujours à l'appel. 
En raison de ce si grand nombre d'alliés, Chat Noir commence à se sentir de plus en plus mis de côté, et renonce temporairement à son Miraculous. Après une tentative d'incarner le partenaire de Ladybug sous la nouvelle identité de Patte De Velour, il est finalement décidé que le duo Chat Noir/Ladybug reste le plus efficace. Il reprend ainsi son costume originel, et s'excuse de son attitude, même si une légère rancoeur subsiste.
Dans La dernière attaque de Papillombre, Papillombre fait appel à Risque, un super-vilain akumatisé poussant tous les parisiens y compris Marinette et Adrien à prendre des risques de façon excessive. Craignant les pouvoirs de destruction de Chat Noir dans cet état, Ladybug l'écarte de la bataille et choisit de confier le Miraculous du Chien à celui qui semble être Adrien, ne sachant pas qu'il s'agit de Félix, le cousin sournois de celui-ci. Dans son dos, il utilise son pouvoir pour dérober son yo-yo magique contenant tous les miraculous, pour l'échanger contre le Miraculous du Paon. 
Ladybug est détruite psychologiquement. Elle se réfugie près de la tour Eiffel, où elle observe le Papillon, désormais en possession de l'entièreté des miraculous, proclamer sa nouvelle puissance, et déclarer son nouveau nom: "Monarque."
Mais Chat Noir la rejoint, et lui fait savoir son soutien indéfectible, lui assurant qu'ils récupèreront chaque miraculous, un par un. La population fait savoir elle aussi son soutien continu à Ladybug. Les deux héros se redressent et font face à leur ennemi.

## Distribution
Personnages principaux
- Anouck Hautbois : Marinette Dupain-Cheng / Ladybug
- Benjamin Bollen : Adrien Agreste / Chat Noir
- Marie Nonenmacher: Tikki
- Thierry Kazazian: Plagg
- Antoine Tomé: Gabriel Agreste / Le papillombre
- Fanny Bloc: Alya Césaire / Rena Rouge / Rena Furtive
- Marie Chevalot: Chloé Bourgeois
- Alexandre Nguyen: Nino Lahiffe / Carapace

Personnages secondaires
- Marie Nonnenmacher : Sabrina / Juleka / Manon / Mireille Caquet
- Thierry Kazazian : M. D'Argencourt / M. Kubdel
- Marie Chevalot : Nathalie Sancoeur
- Alexandre Nguyen : Kim / XY / Prince Ali
- Jessie Lambotte : Sabine Cheng / Mylène / Rose / Nadia Chamack / Mlle Bustier
- Martial Le Minoux : Tom Dupain / Roger / Max / Majordome de Chloé / Nooroo
- Franck Tordjman : Xavier Ramier / Jalil Kubdel / Théo Barbeau / Nathaniel / Fred Haprèle / Jacques Grimault / Vincent Aza / Ivan / Alec / Wayzz
- Nathalie Homs : Marléna Césaire / Mlle Mendeleïev / gouvernante du prince Ali
- Gilbert Lévy : M. Damoclès / Le garde du corps d'adrien / André Bourgeois / Maître Fu / Bob Roth / Chris
- Clara Soares : Lila Rossi
- Adeline Chetail : Alix Kubdel
- Matthew Géczy : Jagged Stone
- Geneviève Doang : Aurore Beauréal
- Philippe Roullier : Wang Cheng Shifu
- Éric Peter : Otis Césaire
- Anne-Charlotte Piau : Penny Rolling
- Josiane Balasko : elle-même

Version française :
Studio de doublage : Zynco Studio ; adaptation : Gilles Coiffard ; direction artistique : Martial Le Minoux

## Liste des épisodes
Les épisodes sont classés par ordre de première diffusion française. En revanche, le réalisateur recommande de suivre l'ordre de production pour ce qui est de la cohérence scénaristique.

### Épisode 1:Vérité
- France : 11 avril 2021 sur TF1[3]

- France : 949 000 téléspectateurs[4] (première diffusion)

### Épisode 2:Mensonge
- France : 18 avril 2021 sur TF1[5]

### Épisode 3:Le Gang des Secrets
- France : 25 avril 2021 sur TF1[6]

### Épisode 4:M. Pigeon 72
- France : 23 mai 2021 sur TF1[7]

### Épisode 5:Psycomédien
- France : 13 février 2022 sur TF1[8]

- Franck Dubosc : Harry Clown

### Épisode 6:Fu Furieux
- France : 30 mai 2021 sur TF1[9]

### Épisode 7:Pirkell
- France : 6 juin 2021 sur TF1[10]

### Épisode 8:Queen Banana
- France : 13 juin 2021 sur TF1[11]

### Épisode 9:Gabriel Agreste
- France : 14 novembre 2021 sur TF1[12]

### Épisode 10:Sangsure
- France : 26 septembre 2021 sur TF1[13]

### Épisode 11:Culpabysse
- France : 20 juin 2021 sur TF1[14]

### Épisode 12:Crocoduel
- France : 29 août 2021 sur TF1[15]

### Épisode 13:Optigami
- France : 5 septembre 2021 sur TF1[16]

### Épisode 14:Sentibulleur
- France : 12 septembre 2021 sur TF1[17]

### Épisode 15:Glaciator 2
- France : 24 octobre 2021 sur TF1[18]

### Épisode 16:Hack-San
- France : 10 octobre 2021 sur TF1[19]

### Épisode 17:Larme Ultime
- France : 19 septembre 2021 sur TF1[20]

### Épisode 18:Exauceur
- France : 3 octobre 2021 sur TF1[21]

### Épisode 19:Simplificator
- France : 17 octobre 2021 sur TF1[22]

### Épisode 20:Qilin
- France : 6 mars 2022 sur TF1[23]

### Épisode 21:Chère Famille
- France : 31 octobre 2021 sur TF1[26]

### Épisode 22:Éphémère
- France : 7 novembre 2021 sur TF1[27]

- France : 661 000 téléspectateurs[28] (première diffusion)

### Épisode 23:Kuro Neko
- France : 20 février 2022 sur TF1[29]

### Épisode 24:Penalteam
- France : 27 février 2022 sur TF1[30]

- Didier Roustan : M. Didier

### Épisode 25:Risque (La Dernière Attaque de Papillombre - 1ère Partie)
- France : 13 mars 2022 sur TF1[31]

- France : 1 million de téléspectateurs[32] (première diffusion)

### Épisode 26:Réplique (La Dernière Attaque de Papillombre - 2ème Partie)
- France : 13 mars 2022 sur TF1[33]

- France : 1 million de téléspectateurs[32] (première diffusion)

Ladybug n'a pas su empêcher Félix déguisé en Adrien de partir. Le vrai Adrien, au manoir, trouve le monocle que son cousin a laissé tomber à l'atelier de son père. Ne pensant pas à le récupérer, il court sauver la ville de Réplique, suivi de Ladybug. Tous deux ont une légère dispute à propos de la restriction sur leurs identités secrète, puis Carapace, Ryuko, Roi Singe, Vesperia, Coq Courage, Tigresse Pourpre, Caprikid et Polymouse sont appelés en renfort. À cause du pouvoir de Risque qui continue à faire le tour de la ville, Rena Furtive grille sa couverture,Chat Noir attaque Réplique avec son Cataclysme qui, au touché, se laisse absorber par le sentimonstre, Ladybug apprend que Carapace détient certains secrets qu'Alya et elle seule connaissait, alors que Pennybug (Ladybug avec les pouvoirs des Miraculous du Lapin et du Cheval) choisit le faux Adrien pour utiliser le Miraculous du Chien. Grâce à celui-ci, elle réussit à mettre la main sur l'objet akumatizé que Risque a caché pour ensuite libérer le vilain du mal.
En ce qui concerne Réplique qui s'est cloné et qui reproduit les pouvoirs de nos héros pour détruire la ville. Un portail de téléportation géant lui  est spécialement ouvert pour les envoyer, lui et ses clones, dans le soleil alors que le pouvoir de Carapace les enferme dans une cage.
Gabriel, en colère pour cette dernière défaite, demande à Nathalie de ramener Adrien. Mais il a la très désagréable surprise de rencontrer Flairmidable à son atelier qui lui propose un marché : grâce à son Miraculous il peut lui rapporter tous ceux dont Ladybug a la garde en échange de quoi il lui remette le Miraculous du Paon. Gabriel accepte seulement qu'en plus des Miraculous il lui rend la bague d'Emilie. 
Pendant ce temps, Ladybug court voir Adrien pour récupérer le Miraculous du Chien, mais le jeune homme lui fait savoir qu'il ne l'a pas et suppose qu'elle s'est trompé en prenant Félix pour lui. C'est alors que la balle de Flairmidable venu de nulle part entre en contact avec le yo-yo de Ladybug et l'emporte directement auprès de Gabriel. Celui-ci a le temps d'y récupérer tous les Miraculous alors que Ladybug réussit à le récupérer, vide. Elle quitte le manoir Agreste.